# Rovio Entertainment
Rovio Entertainment Ltd. of Rovio is een Fins bedrijf dat computerspellen ontwikkelt. Het bedrijf werd in 2003 opgericht onder de naam Relude, en in 2005 hernoemd tot Rovio Mobile. Het bedrijf staat vooral bekend om de spellenserie Angry Birds.

## Geschiedenis
In 2003 deden Niklas Hed, Jarno Väkeväinen en Kim Dikert, allen studenten van de Universiteit van Aalto voor Wetenschap en Technologie in Helsinki, mee aan een mobiele spellenontwerperswedstrijd die werd gesponsord door Nokia en HP. Door het winnen van de competitie kregen de drie de kans een bedrijf op te zetten. Dit werd Relude. Het winnende spel, King of the Cabbage World, werd verkocht aan het bedrijf Sumea. Sumea veranderde de naam in Mole war en het spel werd een succes.
In 2005 kreeg Relude de eerste gift van een anonieme investeerder, waarna Relude de naam veranderde in Rovio Mobile. In 2009 kwam het eerste grote succes van Rovio Mobile, met het spel Angry Birds.
Medio augustus 2023 werd bekend dat Rovio is overgenomen door SEGA voor ruim 700 miljoen euro.

## Ontwikkelde spellen

### 2005
- Darkest Fear

### 2006
- US Marine Corps Scout Sniper
- Need for Speed: Carbon (versie voor de mobiele telefoon)
- Desert Sniper

### 2007
- Star Marine
- Burnout

### 2008
- Shopping madness
- Paper Planes
- Gem Drop
- Bounce Boing Voyage

### 2009
- Angry Birds (iOS) (Maemo)
- Bounce Tales
- Bounce Evolution
- Darkest Fear (iOS)

### 2010 en 2011
- Angry Birds (Android, Symbian, Windows en Mac)
- Angry Birds Seasons
- Angry Birds Rio

### 2012
- Angry Birds Space
- Angry Birds Star Wars
- Bad Piggies
- Angry Birds Friends (Facebook)
- Angry Birds Trilogy
- Amazing Alex

### 2013
- Angry Birds Go!
- Angry Birds Star Wars II

### 2014
- Angry Birds Epic
- Angry Birds Transformers
- Angry Birds Stella

### 2015
- Angry Birds Stella POP!
- Angry Birds Fight!
- Angry Birds 2

### 2016
- Angry Birds Action
- Angry Birds Blast

### 2017
- Battle Bay
- Angry Birds Evolution
- Angry Birds Match